# Cinigiano
Cinigiano település Olaszországban, Toszkána régióban, Grosseto megyében. Lakosainak száma 2384 fő (2023. január 1.). Cinigiano Arcidosso, Castel del Piano, Civitella Paganico, Montalcino és Campagnatico községekkel határos.

## Népesség
A település lakossága az elmúlt években az alábbi módon változott:
| Lakosok száma | 2580 | 2536 | 2384 |
|               | 2017 | 2018 | 2023 |